# 虚幻引擎4
虚幻引擎4（英語：Unreal Engine 4，简称UE4）是Epic Games开发的虚幻引擎第四代版本，2003年开始开发，2014年3月发布。首款使用虚幻引擎4的游戏在2014年4月发布，虚幻引擎4支持基于物理的渲染，并引入了一种名为“蓝图”（Blueprints）的全新可视化编程语言。虚幻引擎4的下一代引擎是虚幻引擎5。